# موسکویتینو
موسکویتینو (به لاتین: Moskvitino) یک منطقهٔ مسکونی در روسیه است که در استان آمور واقع شده‌است.